# روز كريستيان رابوندا
روز كريستيان أوسوكا رابوندا (بالفرنسية: Rose Christiane Ossouka Raponda)‏ (مواليد 1964) سياسية غابونية تشغل منصب رئيس وزراء الغابون منذ 16 يوليو 2020، مما يجعلها أول رئيسة وزراء للبلاد. عملت سابقًا في منصب عمدة ليبرفيل ولاحقًا كوزيرة للدفاع في البلاد من فبراير 2019 إلى يوليو 2020.

## خلفية
ولدت رابوندا عام 1964 في ليبرفيل. حصلت على شهادة في الاقتصاد والتمويل العام من المعهد الغابوني للاقتصاد والمالية.

## مسار مهني مسار وظيفي
عملت كمدير عام للاقتصاد ونائب المدير العام لبنك الإسكان في الغابون. كما شغلت منصب وزير الميزانية من فبراير 2012 حتى يناير 2014. انتخبت عمدة للعاصمة ليبرفيل في 26 يناير 2014، ممثلا للحزب الديمقراطي الغابوني الحاكم. كانت أول امرأة تشغل هذا المنصب منذ عام 1956 وعملت حتى عام 2019. كما أصبحت رئيسة المدن والحكومات المحلية المتحدة في إفريقيا.
في 12 فبراير 2019، عُينت وزيرا للدفاع عن الغابون من قبل الرئيس علي بونغو أونديمبا بعد محاولة الانقلاب في يناير 2019. في 16 يوليو 2020، عُيّنت رابوندا رئيسًا لوزراء الغابون، بعد تنحي سلفها جوليان نكوجي بكالي. وهي أول امرأة تشغل هذا المنصب. وتعيينها هو رابع تعديل وزاري من قبل أونديمبا منذ انقلاب 2019.